# Albert Guinchard
Albert «Dody» Guinchard (* 10. November 1914 in Genf; † 19. Mai 1971 ebenda) war ein Schweizer Fussballspieler. Er nahm an den Fussball-Weltmeisterschaften 1934 und 1938 teil.

## Karriere
Guinchard spielte von 1931 bis 1947 ausschliesslich für den Servette FC. In dieser Zeit gewann er vier Schweizer Meistertitel. Ebenso oft stand er im Final um den Schweizer Cup, jedoch wurden sämtliche Partien verloren.
Am 11. März 1934 debütierte Guinchard beim 1:0-Sieg im Freundschaftsspiel gegen Frankreich in Paris in der Schweizer Fussballnationalmannschaft. Zwei Monate später gehörte er zum Schweizer Aufgebot bei der Fussball-Weltmeisterschaft in Italien. Dort kam er im Achtelfinal gegen die Niederlande und im Viertelfinal gegen die Tschechoslowakei zum Einsatz.
Anlässlich der Fussball-Weltmeisterschaft 1938 in Italien wurde er erneut in das Schweizer Kader berufen, während des Turniers jedoch nicht eingesetzt. Nach der Weltmeisterschaft absolvierte er noch zwei weitere Länderspiele, zuletzt am 20. April 1941 gegen den deutschen WM-Gegner von 1938.
Insgesamt bestritt von Guinchard zwölf Spiele für die Schweiz, in denen er ohne Torerfolg blieb.

## Erfolge
- Schweizer Fussballmeister: 1933, 1934, 1940 und 1946